# Transport for London
Transport for London (TfL) és un organisme del govern local responsable de la majoria d'aspectes del sistema de transport del Gran Londres (Anglaterra, Regne Unit). La seva funció és aplicar una estratègia de transport i gestió dels serveis de transport que hi ha a Londres.
Transport for London està controlada per una junta format per membres designats per l'Alcalde de Londres, que també forma part del consell. El dia a dia de l'organisme és dirigit pel comissari de Transport for London que és l'encarregat d'informar el consell i de liderar l'equip de direcció.
TfL es va crear l'any 2000 com a part de l'Autoritat del Gran Londres arran de la llei "Greater London Authority Act 1999". Va substituir les funcions del seu antecessor London Regional Transport, però no va assumir les responsabilitats sobre el Metro de Londres fins a l'any 2003, després d'una controvèrsia sobre la creació d'una societat publicoprivada (PPP). També va adquirir la direcció dels taxis que havia estat controlada per la policia metropolitana.

## Organització
TfL està organitzada en tres direccions principals i empreses de serveis, cadascun amb responsabilitats sobre diferents aspectes i mitjans de transport. Les tres empreses principals són:
- Metro de Londres (en anglès, London Underground), responsable de dirigir el ferrocarril subterrani de Londres. A la vegada és subdividit en tres unitats de prestació de serveis:
  - BCV: Línies Bakerloo, Central i Victoria.
  - JNP: Línies Jubilee, Northern i Piccadilly.
  - SSR (Sub Surface Railway):[3] Línies Metropolitan, District, East London, Circle, Hammersmith & City i Waterloo & City.
- London Rail, responsable de:
  - Coordinar-se amb els operadors que proporcionen serveis de National Rail a Londres.
  - London Overground.
  - Docklands Light Railway (DLR): és una xarxa de tren lleuger de conducció automàtica a East London.
  - London Trams: responsable de la gestió de la xarxa de tramvies de Londres contractant operadors privats.
    - Tramlink: xarxa de tramvia a South London.
    - Altres xarxes de tramvies s'estan planificant.
- Transport de superfície:
  - London Buses, responsable de la gestió de la xarxa d'autobusos de color vermell de tot Londres, subcontractant empreses privades.
  - London Dial-a-Ride, ofereix paratransit de serveis a Londres.
  - London River Services, responsable de la concessió de llicències i la coordinació dels serveis de passatgers al riu Tàmesi.
  - London Streets, responsable de la gestió de la xarxa de carreteres estratègiques.
  - London congestion charge.
  - Public Carriage Office, responsable de la concessió de llicències dels famosos taxis negres i altres vehicles de lloguer privat.
  - Victoria Coach Station, propietària i operadora de la principal terminal de Londres d'autobusos de llarga distància i serveis d'autocars.
  - Cycling Centre of Excellence, promou el ciclisme a Londres.
  - Walking, promou un millor accés per als vianants.
  - London Road Safety Unit, promou la seguretat a les carreteres a través de la publicitat i la mesura de seguretat viària.
  - Community Safety, Enforcement and Policing, responsables de la lluita contra l'evasió de tarifes als autobusos, oferint serveis de policia per lluitar contra la delinqüència i el desordre al transport públic en cooperació amb la Servei de Policia Metropolitana anomenat Transport Operational Command Unit (TOCU) i la British Transport Police.
  - Traffic Enforcement, responsable de fer complir els reglaments de trànsit i estacionament en la red route.
  - Freight Unit, que actualment està elaborant el "London Freight Plan"[4] i participa en la creació i el suport a una sèrie de Freight Quality Partnerships (associacions de càrrega de qualitat) que abasta àrees claus de Londres.

Logotip de London Overground. LO, nova branca de TfL des de 2007.

Cada una de les principals unitats té la seva pròpia identitat corporativa, formada per les versions de diferents colors del cercle.

## London Transport Museum
A més del transport, TfL també opera un museu, anomenat London Transport Museum a Covent Garden, un museu dedicat al patrimoni del transport de Londres. El museu també disposa d'una cotxera a Acton, ja que és impossible que el museu del centre de Londres pugui allotjar tots els vehicles de carretera, trens i col·leccions de senyals.